# رودخانه فینکی
رودخانه فینکی رودی است که به رود ماکومبا می‌ریزد. این رود از کشور استرالیا می‌گذرد.